# Rafael Cañizares
Rafael Cañizares Poey, (nacido el 24 de marzo de 1950 en Cuba) es un exjugador de baloncesto cubano. Fue medalla de bronce con Cuba en los Juegos Olímpicos de Múnich 1972.